# Allan Lane
Allan "Rocky" Lane, nato Harry Leonard Albershardt (Mishawaka, 22 settembre 1909 – Woodland Hills, 27 ottobre 1973), è stato un attore statunitense.

## Filmografia parziale
- The Forward Pass, regia di Edward F. Cline (1929)
- Charlie Chan alle Olimpiadi (Charlie Chan at the Olympics), regia di H. Bruce Humberstone (1937)
- Conspiracy, regia di Lew Landers (1939)
- King of the Royal Mounted, regia di John English e William Witney (1940)
- Desperadoes of Dodge City, regia di Philip Ford (1948)
- Death Valley Gunfighter, regia di R.G. Springsteen (1949)
- Black Hills Ambush, regia di Harry Keller (1952)
- La vendetta del tenente Brown (The Saga of Hemp Brown), regia di Richard Carlson (1958)
- Duello tra le rocce (Hell Bent for Leather), regia di George Sherman (1960)
- Mister Ed, il mulo parlante (Mister Ed) - serie TV, 145 episodi; voce non accreditata (1961-1966)